# Puerto Cortés (kommun)
Puerto Cortés är en kommun i Honduras.   Den ligger i departementet Departamento de Cortés, i den nordvästra delen av landet, 200 km norr om huvudstaden Tegucigalpa. Antalet invånare är 90 161.